# Tweede Kamerverkiezingen 1994/Kandidatenlijst/PSP'92
De kandidatenlijst voor de Tweede Kamerverkiezingen 1994 van PSP'92 was als volgt:

## De lijst
1. Jos Robroek - 3.936 stemmen
2. Cor Edelenbosch - 183
3. Michel van Brink - 156
4. Anand Radhakishun - 184
5. Daphne van der Werf - 616
6. Kees Koning - 298
7. Paula Kannegieter - 148
8. Renée van Liefland - 48
9. Yvonne Stinis - 147
10. Wolf Bouma - 37
11. Hans Wiebenga - 47
12. Fries de Vries - 79
13. Dies Heitmeijer - 34
14. Henk Boon - 30
15. Arnaud Kiers - 32
16. John Arts - 55
17. Wim Macrander - 30
18. Toon de Jong - 49
19. Aris Kon - 32
20. Joop Luk - 37
21. René Mensink - 37
22. Fred van der Spek - 1.163

CDA · PvdA · VVD · D66 · GroenLinks · SGP · GPV · RPF · Centrumdemocraten · De Nieuwe Partij · PSP'92 · SP · SAP · Natuurwetpartij · PMR · Unie 55+ · SBP · AOV · CP'86 · Libertarische Partij · De Groenen · Vrije Indische Partij · NCPN · ADP · Solidair '93 · Patriottisch Democratisch Appèl